# Marc Wauters
Marc Wauters (Hasselt, 23 februari 1969) is een Belgisch voormalig wielrenner, beroeps van 1991 tot 2006. Zijn bijnaam was De Soldaat. Momenteel is hij werkzaam bij Lotto-Soudal als ploegleider.

## Carrière
In 2001 won Marc Wauters in de Ronde van Frankrijk de tweede etappe, van Sint-Omaars naar Antwerpen. Na een ontsnapping van 16 wielrenners trok hij aan het langste eind. Doordat hij ook nog een goede proloog had gereden, veroverde hij voor één dag de leiding in het algemeen klassement. Met de gele trui om de schouders reed hij de dag nadien door zijn woonplaats Lummen.
Tijdens de Olympische Zomerspelen 2004 in Athene reed Wauters de wegwedstrijd en de tijdrit waarin hij als dertiende eindigde. Hij werd driemaal Belgisch kampioen tijdrijden.
Wauters reed negen seizoenen voor de Rabobank wielerploeg. Hij moest in het najaar van 2006 vervroegd stoppen met wielrennen wegens een gebroken sleutelbeen dat hij opliep tijdens een trainingstocht voor het WK wielrennen in Salzburg. Wauters was wel al van plan om op het einde van dat seizoen te stoppen.

## Palmares
1990
- Eindklassement Cinturó de l'Empordà

1991
- Liedekerkse Pijl

1994
- GP Stad Zottegem
- Ster van Zwolle
- Ronde van Limburg

1995
- 5e etappe Ruta del Sol

1996
- 6e etappe Vierdaagse van Duinkerke

1999
- Grote Prijs Eddy Merckx (Met Erik Dekker)
- Parijs-Tours
- Eindklassement Prudential Tour
- 1e en 4e etappe Ronde van Luxemburg
- Eindklassement  Ronde van Luxemburg
- 1e etappe Ronde van Rijnland-Palts
- Eindklassement Ronde van Rijnland-Palts

2000
- Josef Voegeli Memorial (Met Erik Dekker)
- 3e etappe Deel B Ronde van Rijnland-Palts
- Eindklassement Ronde van Rijnland-Palts

2001
- Grote Prijs Eddy Merckx (Met Erik Dekker)
- 2e etappe Ronde van Frankrijk

2002
- Belgisch Kampioen tijdrijden, Elite

2003
- Belgisch Kampioen tijdrijden, Elite

2004
- Kortrijk Koerse

2005
- Belgisch Kampioen tijdrijden, Elite

2006
- Criterium van Peer

## Resultaten in voornaamste wedstrijden
| Jaar | Ronde van Italië | Ronde van Frankrijk | Ronde van Spanje |
| ---- | ---------------- | ------------------- | ---------------- |
| 1991 |                  |                     |                  |
| 1992 |                  | opgave              |                  |
| 1993 |                  | 107e                |                  |
| 1994 |                  | 92e                 |                  |
| 1995 |                  | opgave              |                  |
| 1996 |                  | 124e                |                  |
| 1997 |                  | buiten tijd         |                  |
| 1998 |                  |                     | 74e              |
| 1999 |                  | opgave              |                  |
| 2000 |                  | 43e                 |                  |
| 2001 |                  | opgave (1)          |                  |
| 2002 |                  | 91e                 |                  |
| 2003 |                  | 115e                |                  |
| 2004 |                  | 112e                |                  |
| 2005 |                  | 140e                |                  |
| 2006 | opgave           |                     |                  |

| Jaar | Milaan-San Remo | Gent-Wevelgem | Ronde van Vlaanderen | Parijs-Roubaix | Amstel Gold Race | Luik-Bast.‑Luik | Ronde van Lombardije | Parijs-Tours | Kuurne-Brussel-Kuurne |  | WK op de weg |  | Wereldranglijsten |
| ---- | --------------- | ------------- | -------------------- | -------------- | ---------------- | --------------- | -------------------- | ------------ | --------------------- |  | ------------ |  | ----------------- |
| 1991 | 27e             |               |                      |                |                  |                 | 100e                 |              |                       |  |              |  |                   |
| 1992 |                 |               |                      |                | 77e              | 47e             | 56e                  |              |                       |  |              |  |                   |
| 1993 | 151e            |               | 26e                  |                | 29e              |                 |                      |              |                       |  | opgave       |  |                   |
| 1994 |                 | 66e           | 50e                  |                |                  |                 |                      |              |                       |  |              |  |                   |
| 1995 | 36e             | 75e           |                      | 52e            |                  |                 |                      | 126e         |                       |  |              |  |                   |
| 1996 | 52e             | 68e           | 46e                  | 57e            |                  |                 |                      | 137e         | 13e                   |  |              |  |                   |
| 1997 | 38e             | 14e           | 28e                  | 7e             | 46e              |                 |                      | 105e         |                       |  | opgave       |  |                   |
| 1998 | 65e             | 62e           | 35e                  | 46e            |                  |                 |                      | 46e          |                       |  | 7e           |  |                   |
| 1999 | 56e             | 31e           | 19e                  | 32e            |                  |                 | 55e                  | ↑            | 12e                   |  | opgave       |  | 10e (UWB)         |
| 2000 | 19e             |               | 28e                  | 7e             |                  |                 |                      | 66e          | 47e                   |  | 42e          |  |                   |
| 2001 |                 |               |                      |                |                  |                 |                      | 61e          | 4e                    |  | opgave       |  |                   |
| 2002 | 139e            | 43e           | 57e                  | 20e            | 48e              |                 |                      | 77e          |                       |  | 106e         |  | 41e (UWB)         |
| 2003 | 148e            | 47e           | 66e                  | 4e             | 68e              |                 |                      | 65e          |                       |  | 47e          |  |                   |
| 2004 | 99e             | 37e           | 50e                  |                |                  |                 |                      | 46e          |                       |  | opgave       |  |                   |
| 2005 | 133e            |               | 55e                  | 75e            |                  |                 |                      | 75e          |                       |  | 81e          |  |                   |
| 2006 |                 |               | 59e                  | 37e            |                  |                 |                      | 120e         |                       |  |              |  |                   |

## Ploegen
- 1991 - Lotto-Super Club
- 1992 - Lotto
- 1993 - Lotto-Caloi
- 1994 - WordPerfect
- 1995 - Novell
- 1996 - Lotto-Isoglass
- 1997 - Lotto-Mobistar
- 1998 - Rabobank
- 1999 - Rabobank
- 2000 - Rabobank
- 2001 - Rabobank
- 2002 - Rabobank
- 2003 - Rabobank
- 2004 - Rabobank
- 2005 - Rabobank
- 2006 - Rabobank